# Burmesische Badmintonmeisterschaft 1961
Die Burmesische Badmintonmeisterschaft 1961 fand in Rangun statt. Es war die 13. Auflage der nationalen Titelkämpfe von Myanmar (Burma) im Badminton.

## Titelträger
| Disziplin    | Sieger                      |
| ------------ | --------------------------- |
| Herreneinzel | S. P. Barua                 |
| Dameneinzel  | Pamela Fink                 |
| Herrendoppel | Phillip Gaudoin Myint Htoon |
| Damendoppel  | Pamela Fink Dulcie Comber   |
| Mixed        | Myint Kyi Pamela Fink       |